# آکژان کاژگلدین
آکژان کاژگلدین (قزاقی: Әкежан Мағжанұлы Қажыгелдин؛ زادهٔ ۲۷ مارس ۱۹۵۲) نظامی بازنشسته و سیاست‌مدار اهل قزاقستان است، که از ۱۹۹۴ تا ۱۹۹۷ به‌عنوان دومین نخست‌وزیر قزاقستان فعالیت می‌کرد.